# Adriaen van Linschoten

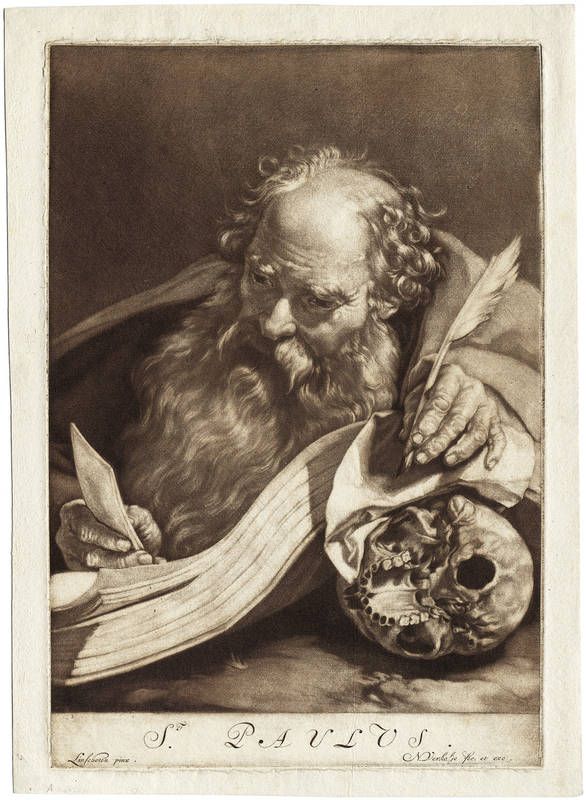
De apostel Paulus. Mezzotint naar een schilderij van Adriaen van Linschoten

Adriaen van Linschoten (Delft, 1607/1608 - Den Haag, begraven op 26 juli 1677) was een Noord-Nederlandse schilder uit de Gouden Eeuw.
Van Linschoten stamde uit een kunstenaarsfamilie; zijn vader, Cornelis Aryensz. van Linschoten, was glasschilder, en de schilder Abraham van Beijeren was zijn neef.
Hij begon zijn opleiding in 1623 als leerling van Joris van Lier in Delft. Rond 1630 reisde hij naar Napels, waar hij mogelijk les kreeg van de Spaanse schilder Jusepe de Ribera.
Rond 1634 keerde Van Linschoten terug naar Delft, waar hij lid werd van het Sint-Lucasgilde. Hij schilderde genrevoorstellingen, portretten en historiestukken. Van Linschoten werd geroemd om zijn meesterlijke verbeelding van emoties in zijn schilderijen, zoals in een werk dat de apostel Petrus en de dienstmeid van de hogepriester uitbeeldde. Een ander opmerkelijk werk van Van Linschoten was een schilderij van een alchemist in zijn werkplaats. Dit werk werd geprezen om de levendige en natuurlijke weergave van de figuur, vooral de borst en armen, die zowel stevig als kunstig waren geschilderd.
Hoewel hij enige rijkdom vergaarde in zowel Delft als Den Haag, stond hij bekend om zijn onstuimige karakter en neiging tot overmatig drinken. In 1645 werd hij zelfs verbannen uit Holland wegens openbare dronkenschap en gewelddadig gedrag. Hij trouwde in Brabant met Julia Lardinois. Enkele jaren later vestigde hij zich met zijn vrouw en twee dochters in Den Haag. Daar raakte hij bevriend met de schilder Gerard van Honthorst. Hoewel hij enige financiële steun kreeg uit nalatenschappen van zijn zusters, bracht hij zijn latere jaren door in armoede. Hij overleed in juli 1677 in Den Haag. Zijn nalatenschap was bescheiden; zijn schulden overschreden de waarde van zijn eigendommen. Zijn werk werd nagevolgd door schilders zoals Pieter van Ruyven.
- Biografisch Portaal: 41021844
- RKD-Nederlands Instituut voor Kunstgeschiedenis: 50259
- Union List of Artist Names: 500020576
- Virtual International Authority File: 95807710